# Murray Gold
Pour les articles homonymes, voir Gold.
Murray Gold (28 février 1969 à Portsmouth) est un compositeur britannique de musique de films principalement connu pour avoir composé la musique de la série anglaise Doctor Who à partir de la renaissance de cette dernière en 2005 jusqu'en 2017 où il quitte la série en même temps que le chef scénariste Steven Moffat, mais à fait son grand retour en 2023 pour coïncider avec le 60e anniversaire de la série et le retour du showrunner Russell T Davies. Il a été nommé 5 fois aux BAFTA Awards, par l'académie britannique qui organise des cérémonies annuelles de remise de prix notamment dans le domaine de la télévision.

## Filmographie

### Cinéma
- 1996 : Black Eyes
- 1997 : Mojo
- 2000 : Crimes maquillés (Beautiful Creatures)
- 2000 : Wild About Harry
- 2002 : Miranda
- 2003 : Kiss of Life d'Emily Young
- 2005 : In the Park
- 2006 : The 10th Man
- 2006 : Mischief Night
- 2007 : Joyeuses Funérailles (Death at a Funeral)
- 2009 : Veronika décide de mourir

### Télévision
- 1997 : Arthouse: Rebel with a Cause
- 2000 : Queer as Folk (Queer as Folk 2)
- 2004 : Hawking (film)|Hawking
- 2005 : Casanova (en)
- 2005 - 2017 : Doctor Who
  - 2005 : Doctor Who: Original Television Soundtrack - Saison 1(en)
  - 2006 : Doctor Who: Original Television Soundtrack - Saison 2(en)
  - 2007 : Doctor Who: Original Television Soundtrack - Saison 3(en)
  - 2008 : Doctor Who: Original Television Soundtrack - Saison 4
  - 2009 - 2010 : Doctor Who: Original Television Soundtrack - Saison 4 - Épisodes spéciaux
  - 2010 : Doctor Who: Original Television Soundtrack - Saison 5(en)
  - 2011 : Doctor Who: Original Television Soundtrack - Saison 6(en)
  - 2012 - 2013 : Doctor Who: Original Television Soundtrack - Saison 7
  - 2014 : Doctor Who: Original Television Soundtrack - Saison 8
  - 2015 : Doctor Who: Original Television Soundtrack - Saison 9
  - 2017 : Doctor Who: Original Television Soundtrack - Saison 10(en)
- 2006 : Perfect Parents
- 2014 - 2016 : The Musketeers
- 2015 : Cucumber
- 2019 : Years and Years
- 2020 : It's a Sin
- 2023 : Doctor Who

## Récompenses

### Nominations
- BAFTA Awards
  - 1999 : Best Original Television Music : Vanity Fair (1998)
  - 2000 : Best Original Television Music : Queer as Folk (1999)
  - 2006 : Best Original Television Music : Casanova (2005)
  - 2008 : Best Original Television Music : Doctor Who (2005)
  - 2013 : Best Original Television Music : Doctor Who (2005) : épisode "Asylum of the Daleks"
- BAFTA Cymru
  - 2006 : Best Original Music Soundtrack Doctor Who (2005) : épisode 'The Christmas Invasion'
  - 2009 : Best Original Music Soundtrack : Doctor Who (2005) : épisode 'Midnight'
- International Film Music Critics Association
  - 2007 : Best Original Score for a Television Series : Doctor Who (2005)
  - 2010 : Best Original Score for a Television Series : Doctor Who (2005)
  - 2011 : Best Original Score for a Television Series : Doctor Who (2005)
- Royal Television Society Awards
  - 1999 : Best Music - Original Score : Vanity Fair (1998)
  - 2000 : Best Music - Original Title Music : Clocking Off (2000)
  - 2003 : Best Music - Original Score : The Second Coming (2003)

#### Victoire
- Festival international du film d'Aubagne
  - 2003 : Mozart Prize of the 7th Art : Kiss of Life (2003)
- International Film Music Critics Association
  - 2012 : Best Original Score for a Television Series : Doctor Who (2005)
- Royal Television Society Awards
  - 1999 : Best Music - Original Score : Queer as Folk (1999)